# Bo Arvidson
Bo Ragnar Arvidson, född 23 januari 1933 i Högs församling i Malmöhus län, är en svensk moderat politiker och riksdagsman, som mellan 1982 och 1985 samt 1991 och 1994 var riksdagsledamot för Malmöhus läns valkrets.